# Grand Canyon Railway
Grand Canyon Railway er et jernbaneselskab, der driver en passagerjernbanestrækning mellem Williams, Arizona, USA og Grand Canyon National Park, South Rim (på den sydlige kant af kløften).

## Historie
I 1882 anlagde Atchison, Topeka and Santa Fe Railway en jernbanelinje fra Santa Fe, New Mexico gennem Williams til Californien. I 1901 blev jernbanen ført igennem fra Williams til Grand Canyon Village ved Grand Canyons sydlige kant, en strækning på 103 km. Det første tog kørte på strækningen den 17. september samme år. Jernbanens vigtigste formål var at transportere turister til Grand Canyon. For at tilbyde turisterne overnatningsmuligheder opførte jernbaneselskabet i 1905 El Tovar Hotel, som fortsat er det fineste hotel i Grand Canyon Village, og som ligger kun 6 meter fra kløftens rand.
I 1968 blev strækningen mellem Williams og Grand Canyon Village nedlagt på grund af et faldende passagertal, primært forårsaget af konkurrencen fra biltransport. På den sidste tur i juli 1968, var der kun 3 passagerer med toget. Jernbaneselskabet brugte dog fortsat sporene til godstransport frem til 1974. I 1974 blev strækningen helt opgivet, og mange af bygningerne, der tilhørte jernbanen blev fjernet. I 1977 forsøgte man at genoplive jernbanelinjen men uden held.

## Grand Canyon Railway i dag
I 1988 blev jernbanelinjen købt af Max og Thelma Biegert, et ægtepar fra Phoenix, Arizona. Strækningen blev genskabt, og i 1989 begyndte man igen at transportere passagerer på strækningen, nu som et selvstændigt selskab under navnet Grand Canyon Railway. Den første tur blev kørt den 17. september til minde om den allerførste kørsel den 17. september 1901. I 2006 blev driften af jernbanen overtaget af Xanterra Parks & Resorts, fra Denver i Colorado, som i forvejen opererede hoteller og restauranter i Grand Canyon National Park og mange andre nationalparker i USA, blandt andre Yellowstone National Park.
I dag transporterer Grand Canyon Railway igen masser af passagerer fra Williams til Grand Canyon. I 2006 nåede passagertallet op på 240.000. Ud over de daglige afgange fra Williams til Grand Canyon (Williams Flyer), bruges jernbanelinjen også til særarrangementer. I vinterhalvåret køres Polar Express som kører fra Williams til stationen North Pole, ca. 30 km nord for byen. 78.000 passagerer var med på disse ture i 2008.
Den gamle og nu restaurerede stationsbygning fra Atchison, Topeka and Santa Fe Railway i Williams er fungerer som sydlig endestation for jernbanen, og Grand Canyon Depot, der ejes og vedligeholdes af National Park Service, er den nordlige endestation.

## Turen
Det tager 2 timer og 45 minutter at køre de godt 100 km, hvilket svarer til en gennemsnitshastighed på 37 km/t. Det er ca. 45 minutter hurtigere, end da ruten blev etableret i 1901. Endestationen i Williams ligger i 2.060 meters højde over havet og endestationen ved Grand Canyon i 2.133 meters højde. Undervejs kører toget dog ned i ca. 1.500 meters højde, og op igen. Undervejs går jernbanelinjen både gennem fyrreskove i de højest beliggende områder og ørken og græsprærie i de lavest liggende områder.
 

## Materiel
Indtil 2008 blev jernbanestrækningen betjent med damplokomotiver om sommeren og diesellokomotiver om vinteren, men på grund af energikrisen, besluttede man i 2008 at overgå helt til dieseldrift. De to damplokomotiver blev udstillet på stationen i Williams. I september 2009 genoptog man dog kørslerne med damplokomotiver. Damplokomotiverne drives nu af vegetabilsk affaldsolie. Der køres dog også fortsat med restaurerede diesellokomotiver fra 1950'erne og 1970'erne.
Alle vogne er gamle, restaurerede togvogne fra andre jernbaner. Blandt disse er Pullmann vogne fra 1923, Budd vogne fra 1950'erne og mange andre. To eller tre af vognene på hver afgang har 1. sal med 360 graders udsigt, og bagest i toget findes normalt en såkaldt parlor car med udsigtsterrasse. Der kan vælges mellem fire klasser, der er knyttet til bestemte vogntyper.

## Underholdning
På turen til og fra Grand Canyon serveres forskellig forplejning (afhængigt af den valgte klasse). På turen er der begge veje underholdning af lokale kunstnere, og på hjemturen fra Grand Canyon til Williams udsættes passagererne for et "togrøveri", ligesom der inden afgang underholdes med et mindre wild west show på stationen i Williams.